# 四川鳞盖蕨
四川鳞盖蕨（学名：Microlepia szechuanica）为姬蕨科鳞盖蕨属下的一个种。

## 扩展阅读
- 維基物種上的相關：四川鳞盖蕨